# شارزفلد

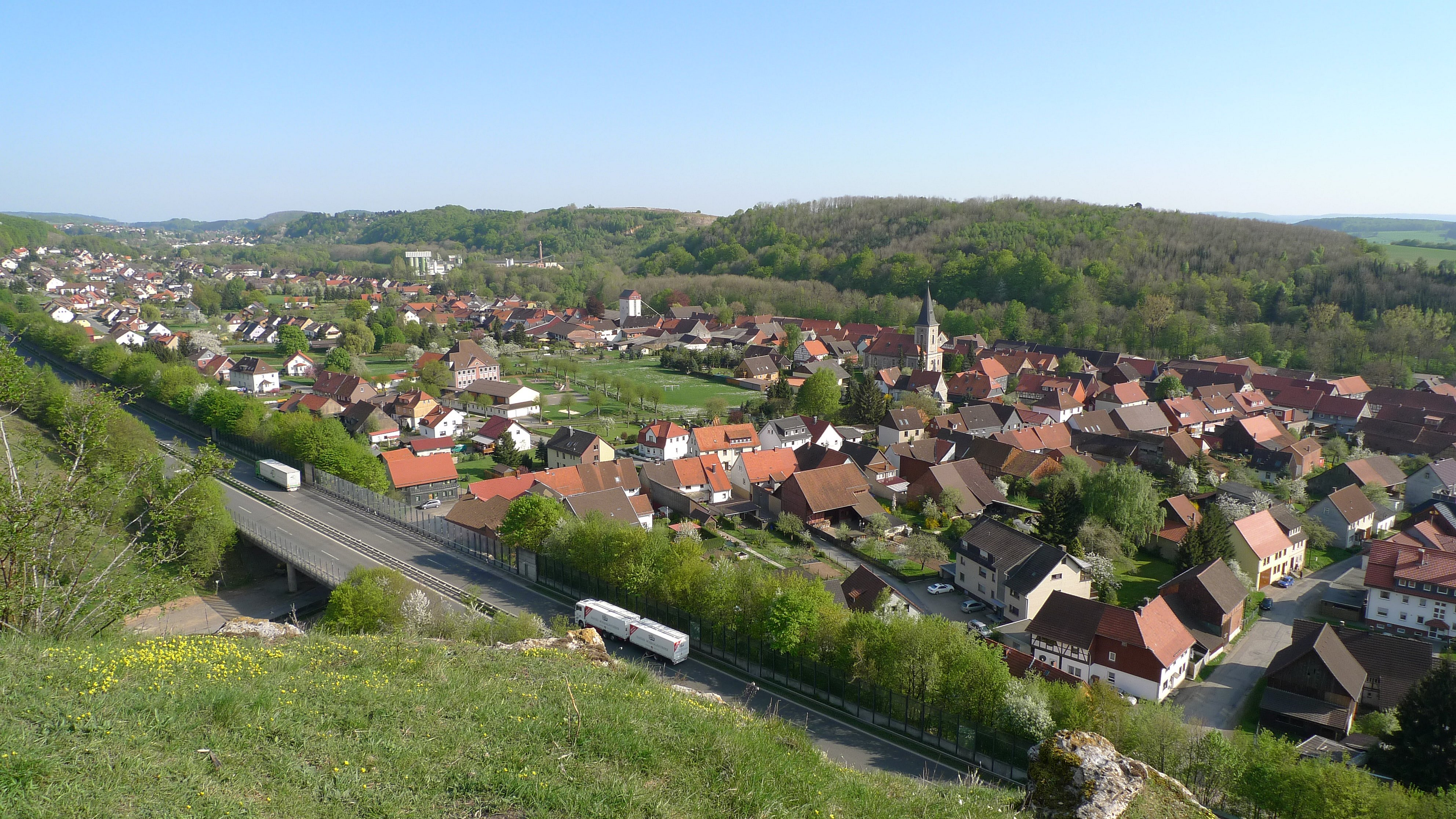

شارزفلد (انگلیسی: Scharzfeld)، دهکده ای در ناحیه هرتسبرگ آم هارتس در گوتینگن (ناحیه) در جنوب نیدرزاکسن، آلمان است.